# Otto K. Eitel
Otto Karl Eitel (* 10. Mai 1901 in Chicago; † 24. Dezember 1983 in Los Angeles)  war ein deutschstämmiger Hotelmanager in Chicago.

## Herkunft
Otto K. Eitel wurde als zweites Kind von Karl Eitel (1871–1954) und dessen erster Frau Marie Luise Eitel geb. Boldenweck (1875–1913) geboren. Sein Vater war mit 20 Jahren von Stuttgart nach Chicago ausgewandert und hatte dort mit seinem Bruder Emil Eitel die Bismarck Hotel Co. gegründet, die das Luxushotel Bismarck Hotel und den Großbiergarten Marigold Gardens betrieb.
Marie Eitel war die Tochter des Bauunternehmers Louis Henry Boldenweck (1835–1896), der in Heilbronn geboren wurde und 1854 mit seinen Eltern und sechs Geschwistern nach Chicago ausgewandert war, und ihrer ebenfalls deutschstämmigen, aber bereits in Chicago geborenen Mutter Luise Henriette Kober (1843–1923).

## Beruf
Nach Schul- und Berufsausbildung in den USA und in Deutschland volontierte Otto K. Eitel in dem Luxushotel Hotel Astor am Times Square in New York, das von den deutschen Emigranten William C. Muschenheim (1855–1918) und Frederick A. Muschenheim 1904 gegründet worden war, und in dem auch schon sein Onkel Max Eitel 1904–1906 volontiert hatte.
1926 wurde er Direktor des Bismarck Hotels, das seinem Vater Karl und dessen Bruder Emil gehörte. 1933 übernahm er die Direktion des 1927 gegründeten Luxushotels Stevens Hotel, das direkt am Michigan-See lag und damals als das größte Hotel der Welt galt. Diese Stelle hatte er mindestens bis 1939 inne, auch nach der Insolvenz der Stevens-Familie in der Großen Depression 1935. 1949 übernahm er das Amt des Präsidenten der Bismarck Hotel Co., das er bis zum Verkauf des Hotels 1956 an den Hotel- und Sportunternehmer Arthur Wirtz innehatte.

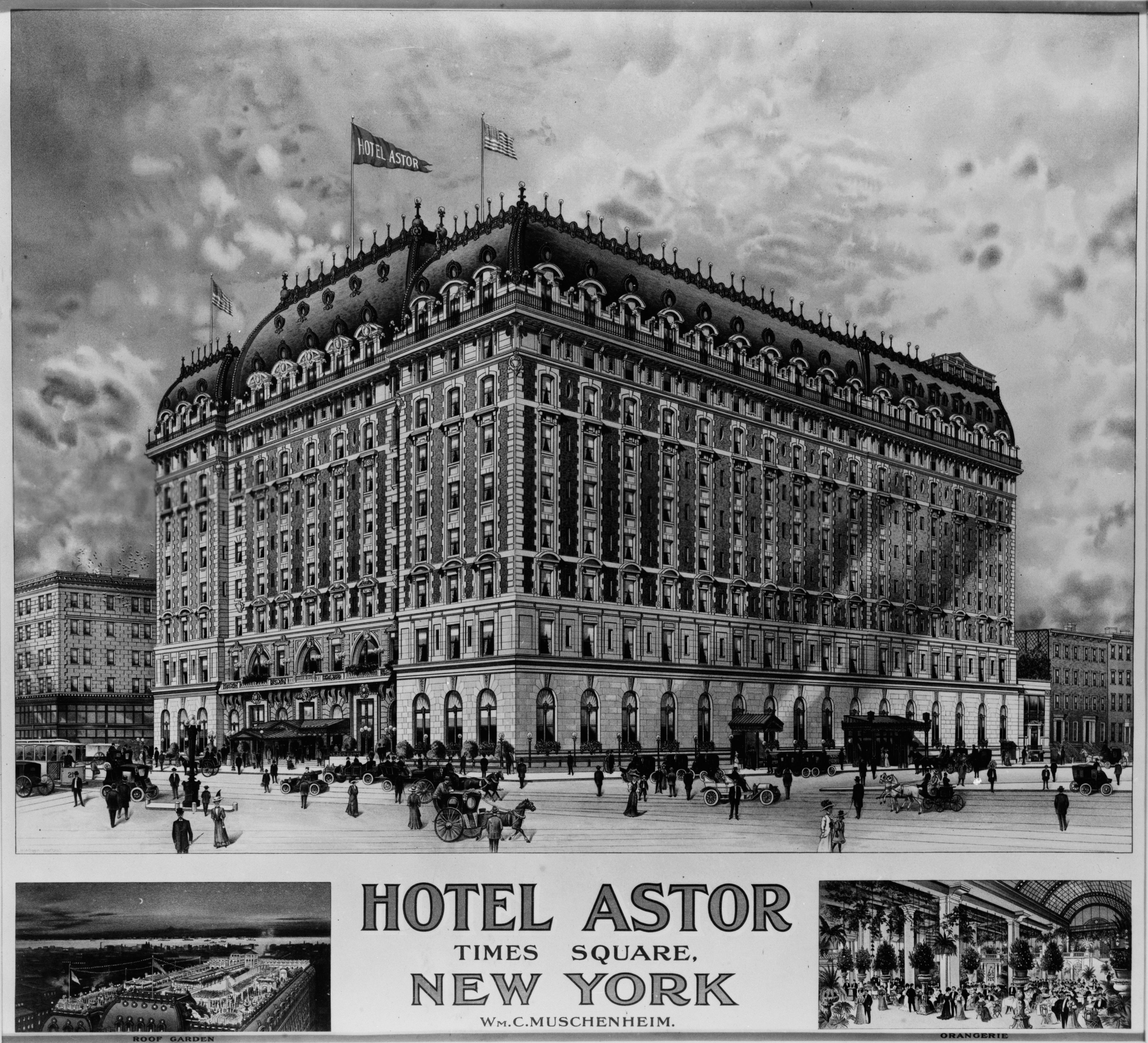
Hotel Astor, New York, Ansichtskarte ca. 1900–1910.
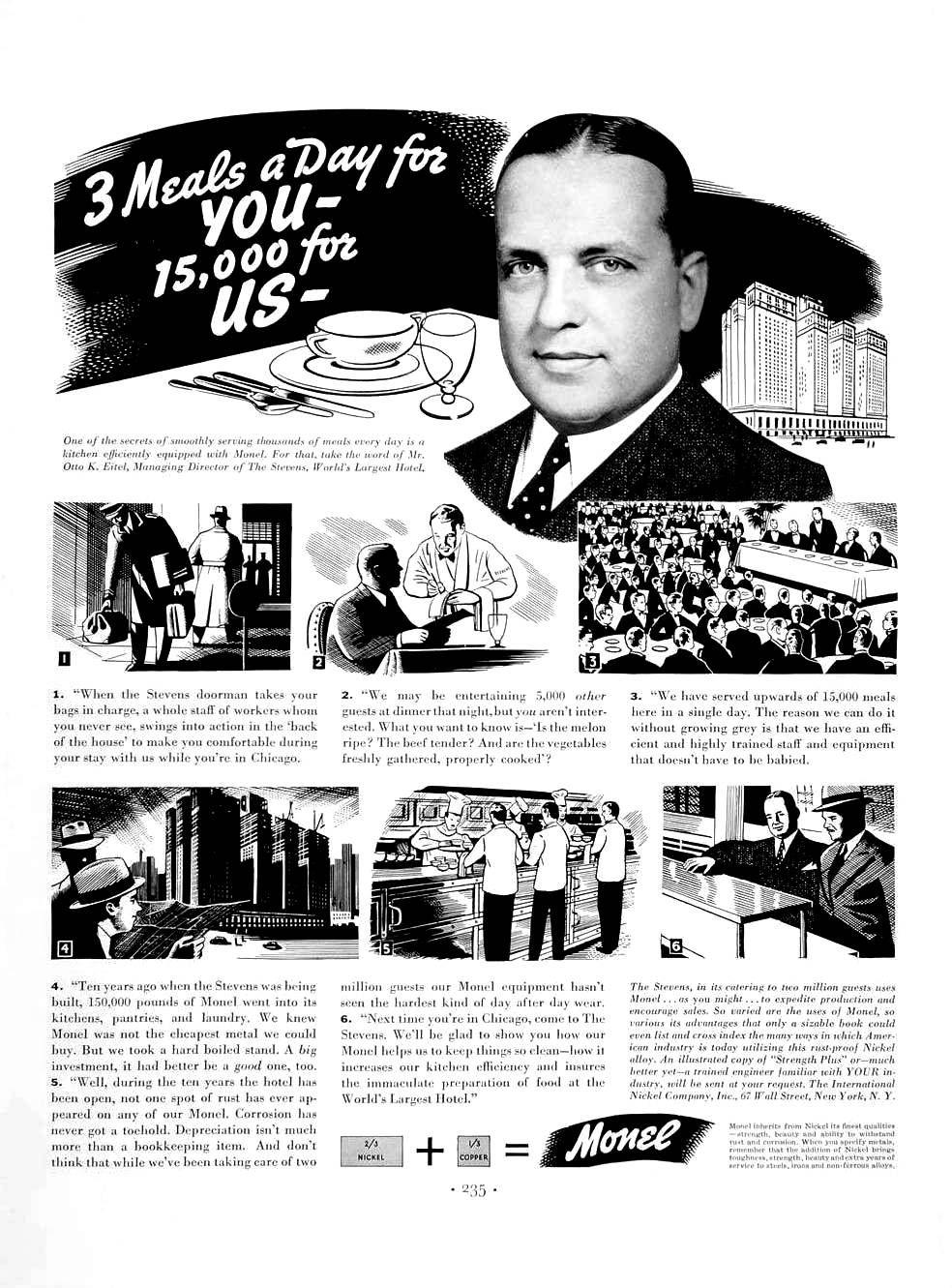
Werbung für Monel am Beispiel des Stevens Hotel mit einem Porträt von Otto. K. Eitel, 1937.

## Ehrungen
Als Mitglied des Schwaben-Vereins „hat er sich in den Jahren nach dem Zweiten Weltkrieg insbesondere auch als eifriger Förderer der Liebesgabenspenden für die alte Heimat hervorgetan“. Dafür wurde ihm vom deutschen Bundespräsidenten Theodor Heuss 1953 das Große Verdienstkreuz verliehen.
Während seiner Amerikareise kam der deutsche Bundeskanzler Konrad Adenauer am 14. April 1953 nach Chicago und übernachtete zweimal im Bismarck Hotel. Bei dieser Gelegenheit traf er den Präsidenten des Bismarck Hotel Otto K. Eitel und überreichte ihm das Große Bundesverdienstkreuz. Am 14. April 1953 hielt Adenauer im Bismarck Hotel eine Pressekonferenz ab und wurde anschließend von Otto K. Eitel auf seinem Fußweg zur City Hall begleitet. Abends begegnete Adenauer wieder Otto K. Eitel im Eitel’s Palace Theater bei einem Wohltätigkeitskonzert „zum Besten der Ostflüchtlinge in Berlin“.

## Veröffentlichungen
Zusammen mit seiner Frau gab Otto K. Eitel 1944 erstmals den Musikkalender From Bach to Gershwin heraus, „der in graphischer Weise schmuckvoll den Bogen der Jahre zeigt, welcher das Leben der größten Komponisten der Welt vom 18. Jahrhundert an überspannt“.
- Otto K Eitel: From Bach to Gershwin. Two and one half centuries of music up to 1944, Chicago [1944].
- Otto K Eitel; Joseph Feher; Raymond F DaBoll; E Willis Jones: From Bach to Gershwin. Two and one half centuries of music, Chicago: Bismarck Hotel 1951.